# Đạo Hà Mòn

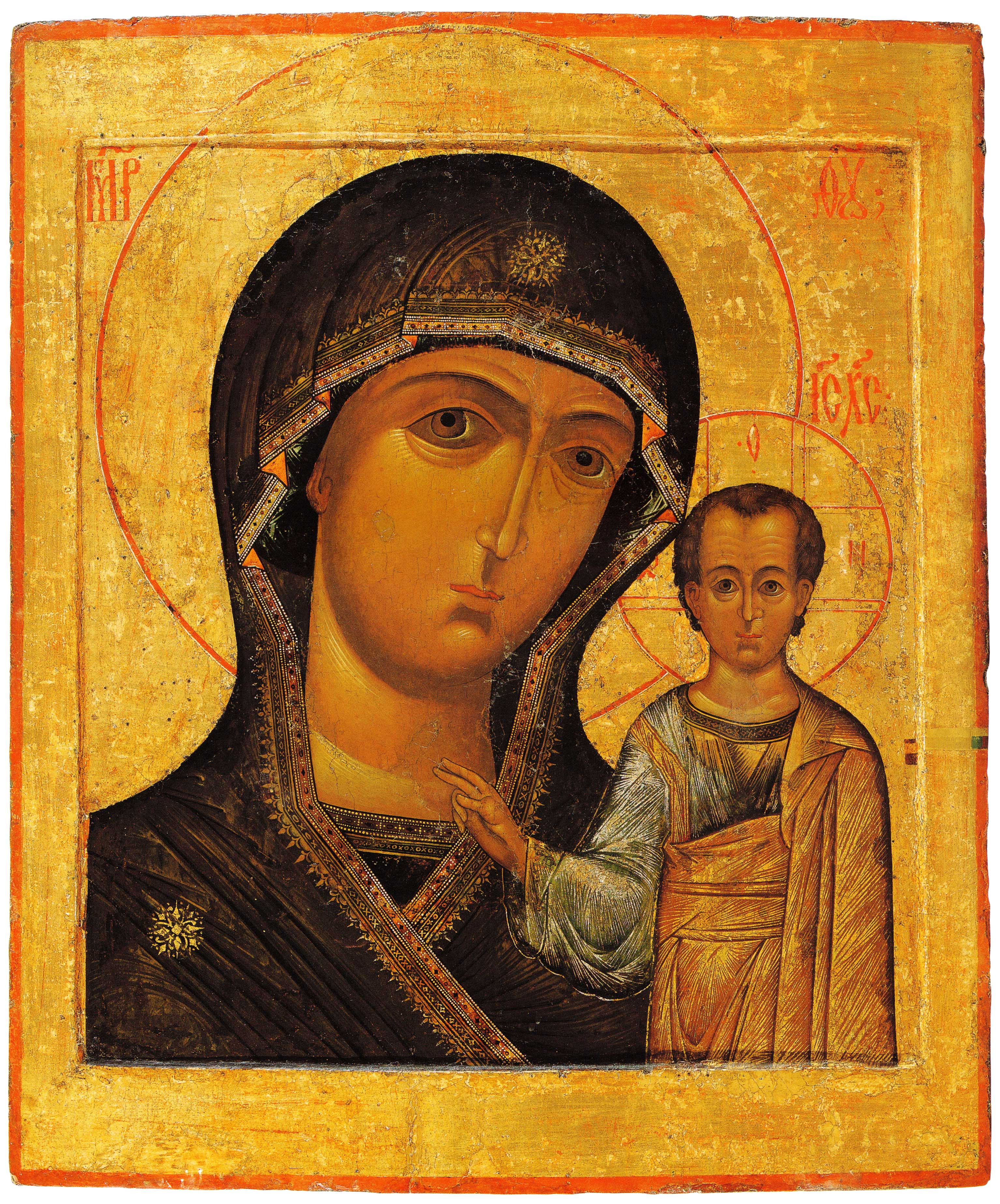
Đức Mẹ Maria, nhân vật trung tâm của Đạo Hà Mòn

Đạo Hà Mòn còn gọi là "tà đạo Hà Mòn", "tà đạo Y Gyin" hay "Công giáo Đề-ga" là tên gọi để chỉ một hiện tượng tôn giáo xuất hiện từ cuối năm 1999 tại các làng thuộc xã Hà Mòn, huyện Đăk Hà, tỉnh Kon Tum. Phong trào này xuất hiện do một số người dân tộc thiểu số như Y Gyin, Y Kách, A Níp... dựa trên niềm tin về cứu thế của Thiên chúa giáo, tung tin "Đức Mẹ hiện hình". Chính quyền Việt Nam coi đây là tà giáo, lợi dụng hoạt động tôn giáo để lồng ghép âm mưu chống phá chính quyền, chia rẽ khối đại đoàn kết toàn dân tộc.
Vào cuối năm 1999, bà Y Gyin, sinh năm 1942, dân tộc Ba Na Rơ Ngao tại làng Kơ Tu, xã Hơ Moong (Hà Mòn), huyện Sa Thầy, tỉnh Kon Tum, là tín đồ Thiên Chúa giáo nhưng lại chuyên hành nghề thầy cúng, thầy mo, đã khẳng định mình được "Đức Mẹ hiển linh trao cho sứ mệnh truyền giáo" để vận động người dân địa phương đi theo. Y Gyin tuyên bố nhìn thấy "đức mẹ Maria hiện hình" trên nóc nhà vào lúc 12 giờ đêm ngày 20 tháng 12 năm 1999 và mình được chọn làm sứ giả để phán truyền cho loài người.
Giáo lý đạo Hà Môn phần lớn được lấy từ giáo lý, giáo luật, kinh thánh của đạo Công giáo, đồng thời còn thêm các lời giáo huấn riêng của Đức Mẹ như "Sứ điệp của Đức Mẹ Maria", "Thông điệp Đức Mẹ hiện hình" để vận động giáo dân từ bỏ sinh hoạt đạo Công giáo cùng các phong tục tập quán truyền thống của đồng bào các dân tộc ở Tây Nguyên để theo đạo Hà Môn. Có nhiều nơi, người theo đạo còn tự nhận là Công giáo Đêga tương tự như trước đây FULRO đã dựng lên Tin lành Đêga để tập hợp lực lượng, thực hiện mục đích chính trị của mình.
Các lực lượng chức năng ở Gia Lai, Kon Tum, Đắk Lắk đã vận động nhằm loại trừ đạo, cùng phối hợp đấu tranh, đồng thời vận động quần chúng tích cực tham gia bài trừ. Từ cuối năm 2012 đến nay, những người sáng lập cốt cán đã bị bắt và bị phạt tù: bà Y Gyin lĩnh án 3 năm tù; các đối tượng cốt cán khác như A Tách, A Hyum, Runh, Jơnh, Byưk, Đinh Lứ và Đinh Hrôn lần lượt nhận những hình phạt từ 7 đến 11 năm tù.